# Заверченски окръг
Заверченски окръг (на полски: Powiat zawierciański) е окръг в Силезко войводство, Южна Полша. Заема площ от 1002,23 km2. Административен център е град Заверче.

## География
Окръгът се намира в историческата област Малополша. Разположен е в югоизточната част на войводството.

## Население
Населението на окръга възлиза на 122 756 души (2012 г.). Гъстотата е 122 души/km2.

## Административно деление
Аминистративно окръга е разделен на 10 общини.
Градски общини:
- Заверче
- Поремба

Градско-селски общини:
- Община Лази
- Община Огродженец
- Община Пилица
- Община Шчекочини

Селски общини:
- Община Крочице
- Община Влодовице
- Община Жарновец
- Община Ижондзе

## Фотогалерия
- Заверче
- Поремба
- Лази
- Огродженец
- Пилица
- Шчекочини